# Le Château-d'Almenêches
Le Château-d'Almenêches är en kommun i departementet Orne i regionen Normandie i nordvästra Frankrike. Kommunen ligger i kantonen Mortrée som tillhör arrondissementet Argentan. År 2022 hade Le Château-d'Almenêches 185 invånare.

## Befolkningsutveckling
Antalet invånare i kommunen Le Château-d'Almenêches
| Referens: INSEE |